# Bazilica Sfântul Francisc de Paola din Napoli
Biserica Sfântul Francisc de Paola (în italiană Basilica reale pontificia di San Francesco di Paola) este o bazilică minoră din Napoli (regiunea Campania, sudul Italiei). Ea se află în partea de vest a Pieței Plebiscitului, piața principală a orașului. 
La începutul secolului al XIX-lea, regele Joachim Murat al Neapolelui (cumnatul lui Napoleon) a planificat întreaga piață și o clădire mare cu colonade ca un tribut adus împăratului. După învingerea lui Napoleon și trimiterea sa în insula Elba, Bourbonii au fost restaurați pe tronul Regatului Neapolelui. Ferdinand I a continuat construcția - finalizată în 1816 - dar a transformat-o în biserica care se vede astăzi. El a dedicat-o Sfântului Francisc de Paola, care a viețuit în secolul al XVI-lea într-o mănăstire de pe acest loc.
Biserica citează arhitectura Panteonului din Roma. Fațada sa are un portic sprijinit pe șase coloane și doi pilaștri ionici. În interior biserica are o formă circulară, cu două capele laterale. Cupola are o înălțime de 53 de metri.

## Interior
În interiorul bisericii se află statui ale următorilor sfinți: Ioan Gură de Aur de Gennaro Calì, Ambrozie de Tito Angelini, Evanghelistul Luca de Antonio Calì, Evanghelistul Matei de  Carlo Finelli, Evanghelistul Ioan de Pietro Tenerani, Evanghelistul Marcu de Giuseppe de Fabris, Augustin de Tommaso Arnaud și Atanasie cel Mare de Angelo Solani.
În capela din dreapta se află următoarele piese de altar: San Nicola da Tolentino și Sf. Francisc de Paola primește un semn de milă de la un înger de Nicola Carta, Ultima împărtășanie a lui San Ferdinando di Castiglia de Pietro Benvenuti, Moartea Sfântului Iosif de Camillo Gerra, Neprihănita Zămislire și moartea lui Sant'Andrea Avellino de Tommaso de Vivo.
În fața altarului principal este o lucrare din 1641 a lui Anselmo Cangiano, transferată aici în 1835 din Biserica Sfinții Apostoli. În absidă este o pictură cu Sfântul Francisc de Paola aducând la viață un mort de Vincenzo Camuccini. În sacristie se află Neprihănita Zămislire de Gaspare Landi și Tăierea împrejur a lui Isus de Antonio Campi.